# Bermejí
Bermejí es un cultivar de higuera de tipo higo común Ficus carica, bífera (con dos cosechas por temporada, brevas e higos de otoño), de higos de epidermis con color de fondo verde amarillento con sobre color ausente. Se cultiva principalmente en las comarcas de Trujillo, Vegas Altas, Cáceres y Don Benito en Extremadura.

## Sinonimia
- „sin sinónimos“,[5][6][7]

## Historia
Nuestra higuera Ficus carica, procede de Oriente Medio y sus frutos formaron parte de la dieta de nuestros más lejanos antepasados. Se cree que fueron fenicios y griegos los que difundieron su cultivo por toda la cuenca del mar Mediterráneo. Es un árbol muy resistente a la sequía, muy poco exigente en suelos y en labores en general.
El primer árbol que plantaron los españoles en América fue una higuera. Cuando los sacerdotes católicos españoles construían un convento siempre sembraban una higuera, lo cual hizo que los antiguos peruanos la empezaran a llamar “El árbol de Dios”.
Los higos secos son muy apreciados desde antiguo por sus propiedades energéticas, además de ser muy agradables al paladar por su sabor dulce y por su alto contenido en fibra; son muy digestivos al ser ricos en cradina, sustancia que resulta ser un excelente tónico para personas que realizan esfuerzos físicos e intelectuales.
España se ha consolidado en los últimos años como el mayor productor de higos de la Unión Europea y el noveno a nivel mundial, según los datos de "FAOSTAT" (Estadísticas de la FAO) del 2012 que recoge un reciente estudio elaborado por investigadores del « “Centro de Investigación Finca La Orden- Valdesequera” ».

## Características
La higuera 'Bermejí' es una variedad bífera de tipo higo común. Árbol de mediano desarrollo, follaje denso, hojas trilobuladas con pentalobuladas. 'Bermejí' es de producción escasa de brevas y muy productiva de higos.
Las brevas de la variedad 'Bermejí' son de un tamaño grande con un peso de 38 gramos en promedio, tienen forma esférica, con color de fondo verde amarillento con sobre color ausente. Con un ºBrix (grado de azúcar) de 20 de sabor poco dulce, jugoso, pulpa de color  ámbar, cavidad interna pequeña o ausente, cantidad de aquenios baja de un tamaño medio. Presentan una epidermis de textura media fina y consistencia blanda, con un gran ostiolo. Su inicio de maduración es tardía en la tercera semana de junio, hasta la primera semana de julio. Sus características organolépticas son aceptables.
Los higos 'Bermejí' son higos redondeados en forma esférica, de tamaño mediano de unos 29 gramos en promedio, de epidermis elástica de color de fondo verde amarillento con sobre color ausente. Con un ºBrix (grado de azúcar) de 23 de sabor dulce, con firmeza media, con color de la pulpa rojo, con numerosos aquenios. De producción elevada de higos y periodo prolongado de cosecha. Fruto de buena consistencia y piel elástica, son de un inicio de maduración desde la primera decena de agosto hasta primeros de octubre. Siendo su valoración organoléptica aceptable.

## Cultivo y usos
'Bermejí', es una variedad de higo que además de su uso en alimentación humana también se ha cultivado en Extremadura tradicionalmente para alimentación del ganado porcino.
Se está tratando de estudiar y mejorar sus cualidades, así como de extender su cultivo de ejemplares cultivados en la finca experimental de cultivos hortofrutícolas Cicytex-Finca La Orden propiedad de la Junta de Extremadura.